# Asnawi Mangkualam
Asnawi Mangkualam (Makassar, Indonesia, 4 de octubre de 1999) es un futbolista de Indonesia que juega en la posición de Lateral derecho con el Port FC de la Liga de Tailandia.

## Carrera

### Club
| Periodo   | Club               |
| --------- | ------------------ |
| 2015-2016 | Persiba Balikpapan |
| 2017-2021 | PSM Makassar       |
| 2021–2023 | Ansan Greeners FC  |
| 2023      | Jeonnam Dragons FC |
| 2024–     | Port FC            |

### Selección nacional
Asnawi ha estado en el proceso de selecciones nacionales desde la categoría sub-16.
Asnawi debutó con Indonesia el 21 de marzo de 2017 entrando de cambio en un partido amistoso ante Birmania. En ese debut se convirtió en el jugador más joven en debutar con Indonesia a los 17 años y 167 días. Posteriormente ese récord sería roto por Ronaldo Kwateh con 17 años y 104 días el 27 de enero de 2022. Con la selección sub-23 ganó la medalla de plata en los Southeast Asian Games 2019 en Filipinas, donde fue elegido en el mejor equipo del torneo.
En diciembre de 2021 fue convocado para jugar en el Copa Suzuki AFF 2020 en Singapur. El 12 de diciembre de 2021 Asnawi anotó su primer gol internacional, de penal ante Laos en el Copa Suzuki AFF 2020 y Asnawi dio asistencia para el gol de Irfan Jaya en la victoria por 5-1 en ese partido.
También jugó en la Copa Asiática 2023, donde anotó un gol de penal el 19 de enero de 2024 en la victoria por 1-0 ante Vietnam en la fase de grupos, el cual ayudó a la clasificación de Indonesia a la siguiente ronda.

## Logros

### Club
- Piala Indonesia: 2018–19[10]

### Selección nacional
- AFF U-22 Youth Championship: 2019[11]

### Individual
- Mejor jugador joven de la Piala Indonesia: 2018–19[12]
- Equipo Ideal de la Liga 1: 2019[13]
- Futbolista favorito joven de Indonesia: 2019[14]
- Futbolista del mes en la K League 2: abril 2021[15]